# Seondo-dong
Seondo-dong (koreanska: 선도동, 仙桃洞) är en stadsdel i stadskommunen Gyeongju  i provinsen Norra Gyeongsang i den östra delen av Sydkorea, 280 km sydost om huvudstaden Seoul. 